# Листвяжинское сельское поселение
Листвя́жинское се́льское поселе́ние — сельское поселение в Большеуковском районе Омской области.
Административный центр — село Листвяги.
5 ноября 2019 года присоединено к Аёвскому сельскому поселению.

## География
Расстояние до районного центра: 75 км.

## История
8 октября 1963 года образовался Листвяжинский сельский совет путём переименования Еланского сельского совета и переноса центра в село Листвяги.
25 ноября 1971 года к сельскому совету был присоединён Савиновский сельский совет.
В 1990-х годах сельский совет преобразуется в сельскую администрацию.
В начале 2000-х годов сельская администрация преобразуется в сельский округ.

## Население
| 2010 | 2011 | 2012 | 2013 | 2014 | 2015 | 2016 |
| ---- | ---- | ---- | ---- | ---- | ---- | ---- |
| 126  | →126 | ↘122 | ↘118 | ↘115 | ↘108 | ↗109 |
| 2017 | 2018 | 2019 |      |      |      |      |
| ↘104 | ↘98  | ↘86  |      |      |      |      |

## Состав сельского поселения
| № | Населённый пункт | Тип населённого пункта       | Население |
| - | ---------------- | ---------------------------- | --------- |
| 1 | Листвяги         | село, административный центр | ↘20       |
| 2 | Чебачиха         | деревня                      | ↘11       |

| статус  | населённый пункт | год основания |
| ------- | ---------------- | ------------- |
| село    | Листвя́ги         | 1909          |
| деревня | Чебачи́ха         | 1908          |